# Рання весна (картина Саврасова)
«Рання весна» — картина російського художника Олексія Саврасова. Полотно створене у 1880-ті рр. і зберігається у місті Київській картинній галереї.
Саврасов як художник починав зі створення полотен в стилі академізму. Лише з часом, після подорожі у Західну Європу, після спостережень творів німецьких майстрів, що вразили його творчою самостійністю, виробив і власну художню манеру. Він довго і залюбки споглядав за змінами в природі своєї батьківщини. Вони і стануть мотивами більшості картин митця.
Простий мотив розробив художник і в картині «Рання весна». Лише настроєм вона перегукується з його уславленим твором — полотном «Граки прилетіли», де теж провінційний краєвид з церквою та весна. Ні тобі шедеврів архітектури, ні — натяків на уславлені зразки пейзажистів Голландії чи Франції.
Навіть зображення провінційної церквушки, похилені селянські хати, талий сніг і калюжі насичені художником поетичним почуттям, ліричним, мов вірші відомого поета чи призабута, але мелодійна пісня.
Слёзы горячие наши — :: Да одолеют броню!
Души незрячие наши — :: Да сподобятся вечного света!
Не обмани, не убей, пожалей,
Возлюби человек — человека!
И простится тебе на земле
И воздастся в раю…